# Claude Bourbonnais
Claude Bourbonnais (ur. 1 grudnia 1966 w L’Île-Perrot) – kanadyjski kierowca wyścigowy.

## Kariera
Bourbonnais rozpoczął karierę w wyścigach samochodowych w 1985 roku od startów w Kanadyjskiej Formule Ford 2000. Z dorobkiem 58 punktów uplasował się na jedenastej pozycji w klasyfikacji generalnej. Trzy lata później w tej samej serii był już mistrzem. W późniejszych latach pojawiał się także w stawce CASC Rothmans Porsche Challenge Series, Quebec Formula 2000 Championship, Toyota Atlantic Championship, Formuły 3000, Sportscar World Championship, Brytyjskiej Formuły 2, IndyCar World Series, PPG/Firestone Indy Lights Championship, Indy Racing League, Grand American Rolex Series oraz American Le Mans Series.
W Formule 3000 Kanadyjczyk został zgłoszony do dwóch wyścigów w sezonie 1990 z brytyjską ekipą Pacific Racing. Nigdy jednak nie zdołał się zakwalifikować do wyścigu.